# Яита
Яи́та (яп. 矢板市 Яита-си) — город в Японии, находящийся в префектуре Тотиги. Площадь города составляет 170,66 км², население — 33 908 человек (1 июля 2014), плотность населения — 198,69 чел./км².

## Географическое положение
Город расположен на острове Хонсю в префектуре Тотиги региона Канто. С ним граничат города Отавара, Насусиобара, Сакура и посёлок Сиоя.

## Население
Население города составляет 33 908 человек (1 июля 2014), а плотность — 198,69 чел./км². Изменение численности населения с 1980 по 2005 годы:
| 1980 | 32 747 чел. |  |
| 1985 | 34 582 чел. |  |
| 1990 | 35 603 чел. |  |
| 1995 | 36 650 чел. |  |
| 2000 | 36 466 чел. |  |
| 2005 | 35 685 чел. |  |

## Символика
Деревом города считается Stewartia pseudocamellia, цветком — Rhododendron molle, птицей — большая горлица.